# Phygadeuon punctiventris
Phygadeuon punctiventris là một loài tò vò trong họ Ichneumonidae.